# Зёйленбург
Имение (нидерл. Buitenplaats) Зёйленбург (нидерл. Zuylenburgh) является национальным памятником (нидерл. Rijksmonument) Нидерландов и находится в городе Ауд-Зёйлен провинции Утрехт, лежащей вдоль реки Вехт (англ. Vecht (Utrecht)).

## История
Достоверно неизвестно, кто и когда построил имение Зёйленбург. Документ 1719 года показывает, что на этом месте уже стоял большой дом, но он был меньше, чем сегодняшний. Нынешнее здание было построено Яном Максимилианом ван Тейль ван Сераскеркеном (нидерл. Jan Maximiliaan van Tuyll van Serooskerken) — дворянином и военным, после того, как он купил предыдущую постройку в 1752 году. У имения Зёйленбург было несколько владельцев, среди которых семья Тейль ван Сераскеркен (англ. Tuyll), жившая в доме в течение 190 лет и являвшаяся владельцем близлежащего Замка Зёйлен (англ. Slot Zuylen). Имение получило имя Зёйленбург лишь в 1825 году.

## Планетарий
В 2009 году дом был полностью разграблен, и после реставрации нынешний владелец построил в нём планетарий. Он является вторым сооружением такого рода в Нидерландах после Планетария Эйсе Эйсинги, который послужил моделью для строительства Зёйленбургского планетария. Планетарий можно посетить только по предварительной записи, так как он находится в частном доме.
- Внутри Зёйленбургского планетария